# Teateråret 1875

## Händelser

### Okänt datum
- Anne Charlotte Leffler skriver det ofullbordade verket Arfvingarna.

## Årets uppsättningar

### Mars
- 3 mars – Georges Bizets opera Carmen, med libretto och sångtexter av Henri Meilhac och Ludovic Halévy uruppförs, i Paris, Frankrike.[1]

### Okänt datum
- Johann Strauss operett Läderlappen (Die Fledermaus) med text av Karl Haffner Richard Genée översatt av Ernst Wallmark har Sverigepremiär.

## Födda
- 15 januari – Hildegard Lindzén, skådespelare.